# ۲۱ روز
۲۱ روز (انگلیسی: 21 Days) فیلمی بریتانیایی در سبک درام به کارگردانی بازیل دین است که در سال ۱۹۴۰ منتشر شد. از بازیگران آن می‌توان به ویوین لی، لارنس الیویه، فرانسیس ال سالیوان، رابرت نیوتن، و آرتور یانگ اشاره کرد.